# Ahmet Yıldırım
Ahmet Yıldırım (Amasya, 25 febbraio 1974) è un allenatore di calcio ed ex calciatore turco, di ruolo difensore.

## Carriera

### Giocatore
Vinse una Coppa UEFA (1999-2000) e una Supercoppa UEFA (2000) con la maglia del Galatasaray. Inoltre vinse due campionati: nel 2000 con il Galatasaray e nel 2003 con il Beşiktaş.

## Palmarès
- Campionato turco: 2

Galatasaray: 2000
Beşiktaş: 2003
- Coppa UEFA: 1

Galatasaray: 1999-2000
- Supercoppa UEFA: 1

Galatasaray: 2000